# Riviera Beach (Maryland)
Riviera Beach és una concentració de població designada pel cens dels Estats Units a l'estat de Maryland. Segons el cens del 2000 tenia 12.695 habitants.

## Demografia
Segons el cens del 2000, Riviera Beach tenia 12.695 habitants, 4.780 habitatges, i 3.484 famílies. La densitat de població era de 1.835,8 habitants per km².
Dels 4.780 habitatges en un 35,5% hi vivien nens de menys de 18 anys, en un 56,5% hi vivien parelles casades, en un 11,2% dones solteres i en un 27,1% no eren unitats familiars. En el 20,6% dels habitatges hi vivien persones soles el 6,5% de les quals corresponia a persones de 65 anys o més. El nombre mitjà de persones vivint en cada habitatge era de 2,65 i el nombre mitjà de persones que vivien en cada família era de 3,06.
Per edats la població es repartia de la següent manera: un 25,6% tenia menys de 18 anys, un 6,6% entre 18 i 24, un 35% entre 25 i 44, un 21,9% de 45 a 60 i un 11% 65 anys o més.
L'edat mediana era de 36 anys. Per cada 100 dones de 18 o més anys hi havia 93,1 homes.
La renda mediana per habitatge era de 58.150 $ i la renda mediana per família de 60.657 $. Els homes tenien una renda mediana de 40.907 $ mentre que les dones 30.429 $. La renda per capita de la població era de 23.982 $. Entorn del 2,4% de les famílies i el 3,8% de la població estaven per davall del llindar de pobresa.

## Poblacions més properes
El següent diagrama mostra les poblacions més properes.